# Remigiusberg-Formation
Die Remigiusberg-Formation ist in der Erdgeschichte die unterste lithostratigraphische Gesteinseinheit des Rotliegend (Perm) des Saar-Nahe-Beckens. Sie folgt auf die Breitenbach-Formation (Oberkarbon) und wird von der Altenglan-Formation überlagert. Die Datierung ist noch nicht ganz gesichert. Nach Boy & Schindler (2000) wird sie noch in das höchste Karbon gestellt.

## Namengebung und Begriffsgeschichte
Die Remigiusberg-Formation ist nach dem Remigiusberg auf der Gemarkung der Gemeinde Haschbach am Remigiusberg im Landkreis Kusel (Rheinland-Pfalz) benannt. Der Name wurde bereits 1910 von Ludwig von Ammon und Otto Maria Reis in der Form „Remigiusberger Stufe“ verwendet. 1914 erscheint der Name in einer Arbeit von Paul Kessler als „Remigiusberger Schichten“. Karl Stapf änderte ihn 1990 in Angleichung an die Richtlinien für Lithostratigraphie in Remigiusberg-Formation um.

## Definition, Korrelation und Alter
Die Remigiusberg-Formation besteht überwiegend aus grauen und roten Silt- und Feinsandsteinen, in die zwei bis drei markante Konglomeratlagen eingelagert sind. Im unteren und im oberen Teil der Formation überwiegen graue Feinsandsteine und Tonsteine mit Kalksteinbänken. Selten enthält die Formation auch geringmächtige rhyolitische Tuffe und dünne Kohleflöze. Die Untergrenze der Formation wird im Südwesten durch die Basis des sog. Dirminger Konglomerat (auch Dirmingen-Konglomerat) definiert. Zwischen St. Wendel und dem Lemberg ist an der Basis das Jungenwald-Konglomerat entwickelt. Die Obergrenze der Formation wird dort gelegt, wo der markante Farbwechsel zwischen grauen und roten Tonsteinen stattfindet. In den oberen Teilen der Formation ist zwischen St. Wendel und Kusel das sog. Remigiusberg-Konglomerat (oder Remigiusberg-Leitkonglomerat) eingeschaltet. Die Remigiusberg-Formation hat eine Mächtigkeit von 60 m bis 130 m, an der Typlokalität von 80 m. Im Südwesten ist sie mit 130 m am mächtigsten, im Bereich der Pfälzer Kuppeln nur noch 60 m und im Nordosten wieder 120 m. Sie wird formell lithostratigraphisch nicht weiter in Subformationen untergliedert. In der neuen Arbeit von Fröbisch et al. (2011) wird sie jedoch in eine untere, mittlere und obere Remigiusberg-Formation unterteilt. In Rheinland-Pfalz enthält die Formation folgende wichtige Bänke, die sich zur regionalen Korrelation von Profilen eignen: Mahrbach-Bank, Friedelhausen-Bank, Remigiusberg-Konglomerat und Lochmühle-Tuff, Haschbach-Bank, Dirmingen-Konglomerat und Dirmingen-Tuff, Obere Theisbergstegen-Bank, Untere Theisbergstegen-Bank, Obere Pittelgraben-Bank, Untere Pittelgraben-Bank, Jungenwald-Konglomerat und Gimbsbach-Bank (von oben nach unten).
Die mittlere Remigiusberg-Formation wird durch Fröbisch et al. (2011) und Schindler (2007) noch in das Gzhelium (oberstes Pennsylvanium oder Oberkarbon) gestellt. Ein Tuffhorizont im unteren Teil der Formation ergab ein absolutes Alter von 300±1,2 Millionen Jahre. Dies entspricht nach der derzeit akzeptierten International Stratigraphic Chart 2009 der obersten Gzhelium-Stufe des Oberkarbon (Grenze Karbon/Perm: 299±0,8 Millionen Jahre).

## Ablagerungsraum
Das Dirminger Konglomerat mit seiner internen fining-upward-Sequenz wird als Ablagerung von verflochtenen Flüssen interpretiert. Stapf bezeichnet den Ablagerungsraum in der Graufazies als lakustrin, sonst überwiegend fluviatil. Nach Schindler (2007) wurden die Siliziklastika überwiegend als Zwischenrinnensedimente abgelagert und in kleinen und flachen Seen.

## Fossilien
Die Remigiusberg-Formation ist insgesamt gesehen nicht gerade fossilreich. Die Siltsteine enthalten jedoch lagenweise immer wieder gehäuft Pflanzenreste (Callipteris), Röhrenwürmer (Spirorbis), Muschelkrebse (Ostracoda), Muscheln, syncaride Krebse (Uronectes fimbriatus) und Süßwasserschnecken. 2008 wurde unter sehr besonderen Fundumständen ein komplettes Exemplar des syncariden Krebses Uronectes fimbriatus publiziert. In den Kalksteinen wurden fossile Reste (Schuppen, Zähne und Knochen) von hybodontiden und xenacanthiden Haien, Stachelhaien, Knochenfischen, Lungenfischen, Quastenflossern und selten auch Amphibien gefunden. 2011 wurde der älteste sphenacodontide Tetrapode aus der mittleren Remigiusberg-Formation beschrieben (Cryptovenator hirschbergeri). Anfang 2024 wurde die Beschreibung von Stenokranio veröffentlicht, einem Landwirbeltier aus der Gruppe der Temnospondyli, der nah mit der nordamerikanischen Gattung Eryops verwandt ist.